# Thời Quang Huy
Thời Quang Huy (tiếng Trung giản thể: 时光辉, bính âm Hán ngữ: Shí Guānghuī, sinh tháng 1 năm 1970, người Hán) là chính trị gia nước Cộng hòa Nhân dân Trung Hoa. Ông là Ủy viên dự khuyết Ủy ban Trung ương Đảng Cộng sản Trung Quốc khóa XX, hiện là Phó Bí thư chuyên chức Tỉnh ủy, Bí thư Ủy ban Chính Pháp Tỉnh ủy Quý Châu. Ông từng là Phó Thị trưởng Thượng Hải.
Thời Quang Huy là đảng viên Đảng Cộng sản Trung Quốc, học vị Cử nhân Kỹ thuật, Thạc sĩ Kinh tế học, Cao cấp công trình sư. Ông có hơn 25 năm công tác ở Thượng Hải trước khi chuyển tới Quý Châu.

## Xuất thân và giáo dục
Thời Quang Huy sinh vào tháng 1 năm 1970 tại địa khu Phụ Dương, nay là địa cấp thị của tỉnh An Huy, Cộng hòa Nhân dân Trung Hoa. Ông lớn lên và tốt nghiệp cao trung ở Trung học số 3 Phụ Dương, thi cao khảo vào năm 1987 và đỗ Đại học Đồng Tế, tới Thượng Hải nhập học hệ công trình giao thông và đường giao thông từ tháng 9 cùng năm, tốt nghiệp cử nhân chuyên ngành đường giao thông thành thị và xa lộ vào tháng 7 năm 1991. Ông được kết nạp Đảng Cộng sản Trung Quốc vào tháng 7 năm 1993, tưng tham gia khóa bồi dưỡng và huấn luyện ở nước ngoài trung hạn dành cho cán bộ quản lý ở kỳ 4 từ tháng 9 năm 1998 đến tháng 3 năm 1999 của Bộ Tổ chức Thành ủy Thượng Hải, sau đó là khóa bồi dưỡng cán bộ trung, thanh niên kỳ 24 từ tháng 9 năm 2002 đến tháng 1 năm 2003 của Trường Đảng Thành ủy Thượng Hải.

## Sự nghiệp

### Thượng Hải
Tháng 7 năm 1991, sau khi tốt nghiệp Đồng Tế, Thời Quang Huy được nhận vào Công ty số 2 Thượng Hải, phân về chi nhánh Công ty Thép Bảo (Baosteel), nay là Tập đoàn Thép Bảo Vũ Trung Quốc, bắt đầu công tác ở vị trí công nhân xây dựng, rồi sau đó là Trợ lý Kỹ sư từ tháng 10 năm 1992. Sang tháng 11 năm 1993, ông là khoa viên của khoa giám sát chất lượng, rồi Trợ lý Giám đốc chi nhánh Baosteel từ tháng 2 năm 1995. Đến tháng 1 năm 1997, ông được điều trở về Công ty số 2 làm Trợ ký Giám đốc, chuyển chức làm Trợ lý Tổng giám đốc sau đó 1 tháng cho đến năm 2001. Đầu năm 2001, ông được điều tới Công ty hữu hạn phát triển Xây dựng công trình thị chính Thượng Hải làm Giám đốc, kiêm Trưởng phòng Xây dựng công trình thị chính từ tháng 5 cùng năm. Tháng 4 năm 2003, sau hơn 10 năm ở xí nghiệp xây dựng, Thời Quang Huy được chuyển tới Chính phủ Nhân dân thành phố Thượng Hải, bổ nhiệm làm Trưởng phòng Tài vụ kế hoạch của Cục Quản lý công trình thị chính Thượng Hải, rồi kiêm Chủ nhiệm Văn phòng Quản lý hạng mục độc quyền nhà nước từ tháng 2 năm 2004, được thăng chức làm Phó Cục trưởng sau đó 1 năm.
Tháng 11 năm 2006, Thời Quang Huy được điều về quận Tĩnh An, vào Ủy ban Thường vụ Quận ủy, nhậm chức Phó Quận trưởng. Ở đây gần 2 năm thì ông được chuyển sang quận Phụng Hiền làm Phó Bí thư Quận ủy, Quận trưởng, rồi kiêm Phó Chủ nhiệm Ủy ban Quản lý khu vực mới Lâm Cảng của Thượng Hải, và rồi là Bí thư Quận ủy, lãnh đạo toàn diện Phụng Hiền từ tháng 11 năm 2011. Tháng 2 năm 2013, ông được bầu làm Phó Thị trưởng Thượng Hải, trở thành công vụ viên cấp phó tỉnh, bộ đầu tiên của thế hệ "hậu 70" của cả nước ở tuổi 43, kiêm Viện trưởng Học viện Hành chính Thượng Hải từ tháng 4 cùng năm, và đảm nhiệm thêm các vị trí như Chủ nhiệm Ủy ban Quản ký Khu Thương mại Hồng Kiều, Chủ nhiệm Ủy ban Quản lý Kiến thiết khai phát Khu Lâm Cảng từ tháng 10 năm 2017.

### Quý Châu
Tháng 11 năm 2018, sau hơn 25 năm công tác ở Thượng Hải, Thời Quang Huy được điều tới Quý Châu, chỉ định vào Ủy ban Thường vụ Tỉnh ủy, nhậm chức Bí thư Ủy ban Chính Pháp Tỉnh ủy Quý Châu. Đến ngày 28 tháng 4 năm 2022, ông được bầu là Phó Bí thư Tỉnh ủy, tiếp tục là Bí thư Chính Pháp, và cũng là Hôi trưởng Hội Luật học Quý Châu. Cuối năm này, ông là đại biểu của đoàn Quý Châu dự Đại hội Đảng Cộng sản Trung Quốc lần thứ XX. Trong quá trình bầu cử tại đại hội, ông được bầu là Ủy viên dự khuyết Ủy ban Trung ương Đảng Cộng sản Trung Quốc khóa XX.